# Тайцзян (національний парк)

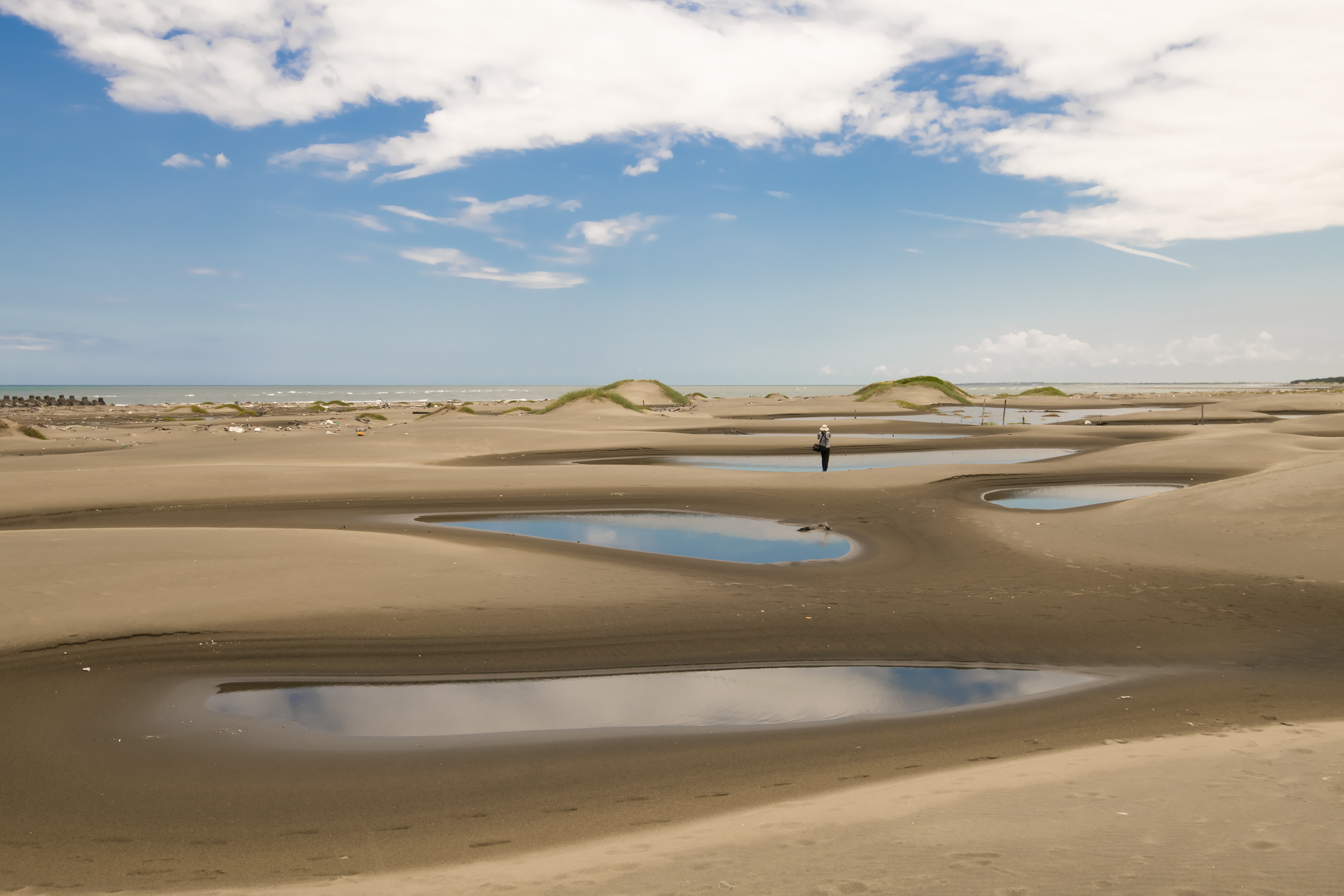
Національний парк Тайцзян Піщана коса Дінтоу

Національний парк Тайцзян (кит.: 台江國家公園; піньїнь: Táijiāng Guójiā Gōngyuán) — національний парк у Тайнані, Тайвань.

## Історія
Національний парк Тайцзян був заснований 15 жовтня 2009 року.

## Геологія
Більша частина парку розташована в межах міста Тайнань. Загалом запланована територія парку простягається від південної морської стіни рибальської гавані Ціншань до південного берега річки Яньшуй і є переважно державною прибережною територією. Крайня західна точка острова Тайвань, портовий маяк Гуошен, розташований в межах парку, який має розміри 20,7 км (12,9 миля) з півночі на південь і має площу 393,1 км2 (151,8 миля2), із них на суходіл припадає 49,05 км2 (18,94 миля2). Морська зона охоплює смугу завдовжки 20 метрів (66 фут) від берега та 54 км (34 миля) завдовжки від річки Яньшуй до острова Дунцзи, площа 344,05 км2 (132,84 миля2).